# Polydispersiteit
Polydispersiteit (ook wel dispersiteit) is een begrip uit de polymeerchemie. De polymeermoleculen die ontstaan tijdens de polymerisatie zijn niet allemaal even lang; de polymerisatiegraad (het aantal monomeereenheden in een molecuul) verschilt. Moleculen met verschillende lengte hebben een verschillende moleculaire massa. Een bepaald polymeer-staal heeft bijgevolg een bepaalde verdeling van de moleculaire massa's, die in een distributiecurve kan uitgezet worden (aantal of fractie moleculen met een bepaalde molecuulmassa als functie van de moleculaire massa); die curve kan smal of breed zijn. Bij een smalle verdeling zijn alle moleculen ongeveer even lang. De polydispersiteit van het polymeer is een maat voor de breedte van deze verdeling van de molecuulmassa's in het polymeer. Hoe lager de polydispersiteit, hoe smaller de verdeling. De polydispersiteit zegt echter niets over de vorm van de verdelingscurve. In het eerder theoretische geval dat alle moleculen even lang zijn, is de polydispersiteit exact gelijk aan 1 en spreekt men van een monodispers polymeer. In realiteit is de polydispersiteit steeds groter dan 1. Men streeft naar polymerisatieprocessen die een zo homogeen mogelijk product, met een zo laag mogelijke polydispersiteit, opleveren. Met levende polymerisatie is het mogelijk om quasi-monodispers polymeer te bereiden.

## Definitie
De polydispersiteit, {\displaystyle P}, wordt uitgedrukt door de volgende formule:
{\displaystyle \ P=M_{w}/M_{n}}
Hierin is:
{\displaystyle M_{w}} de gewichtsgemiddelde molecuulmassa van het polymeer (Engels: weight average molecular weight);
{\displaystyle M_{n}} de getalgemiddelde molecuulmassa van het polymeer (Engels: number average moleculair weight).

## Getalgemiddelde molecuulmassa
De getalgemiddelde molecuulmassa Mn is het gewone rekenkundig gemiddelde van de molecuulmassa's van alle moleculen in een bepaald polymeerstaal. Als er i=1,2,... verschillende molecuulmassa's zijn en Ni is het aantal moleculen met de i-de molecuulmassa Mi, dan is:
{\displaystyle M_{n}={\frac {\sum _{i}{N_{i}M_{i}}}{\sum _{i}N_{i}}}}

## Gewichtsgemiddelde molecuulmassa
De gewichtsgemiddelde molecuulmassa {\displaystyle M_{w}} wordt als volgt gedefinieerd:
{\displaystyle M_{w}={\frac {\sum _{i}N_{i}M_{i}^{2}}{\sum _{i}N_{i}M_{i}}}}

## Voorbeeld
Veronderstel dat een polymeerstaal enkel bestaat uit moleculen met molecuulmassa M1=10.000 en M2=100.000.
- In het geval er een gelijke hoeveelheid N van beide aanwezig zijn, is

{\displaystyle M_{n}={\frac {N(10.000+100.000)}{2\ N}}=55.000}
{\displaystyle M_{w}={\frac {N(10.000^{2}+100.000^{2})}{N(10.000+100.000)}}=92.000} (bij benadering)
- In het geval er een gelijk gewicht van beide aanwezig is, zijn er tienmaal meer moleculen met molecuulmassa 10.000 aanwezig, dus N1 = 10 N2. Dan is

{\displaystyle M_{n}={\frac {10.000(10\ N_{2})+100.000N_{2}}{11\ N_{2}}}=18.200} (bij benadering)
{\displaystyle M_{w}={\frac {(10\ N_{2})(10.000)^{2}+N_{2}(100.000)^{2}}{10.000(10N_{2})+100.000N_{2}}}=55.000}
Mw is meer gevoelig voor de aanwezigheid van moleculen met groot moleculair massa, terwijl Mn meer gevoelig is voor moleculen met kleine moleculaire massa.

## Bepaling van de polydispersiteit
Voor de bepaling van de molecuulmassaverdeling van een polymeerstaal is size exclusion chromatography de meest gebruikelijke methode. Dit is een toepassing van gelpermeatiechromatografie (GPC). Het polymeerstaal moet eerst opgelost worden en dan over een stationaire poreuze gel gevoerd, waarin moleculen met verschillende grootte gedurende een verschillende tijd worden tegengehouden. Kleinere moleculen die in de poriën van de gel passen leggen een langere weg af en komen daardoor later uit het toestel dan de grote moleculen. Bij monsters met een brede verdeling van moleculaire massa's kan het nodig zijn om meer dan één kolom na elkaar te schakelen, met verschillende poriëngrootte van de gel, om een goede scheiding te bereiken.
Aan de uitgang van het toestel wordt de concentratie van polymeer in het eluens in functie van de tijd opgemeten. Met een lichtverstrooiingsmeting ("light scattering") is het mogelijk om rechtstreeks de molecuulmassa's te bepalen (wat in werkelijkheid wordt gemeten zijn de afmetingen van de moleculen). Andere meetmethoden meten een eigenschap die een functie is van de molecuulmassa, bijvoorbeeld de intrinsieke viscositeit van het eluens. Bij deze methoden moet eerst een calibratielijn opgesteld worden op basis van metingen met ijkmonsters die een gekende, zeer nauwe molecuulmassaverdeling hebben. Aan de hand van die calibratielijn kan men dan de gemeten waarden vervangen door de bijbehorende molecuulmassa's.

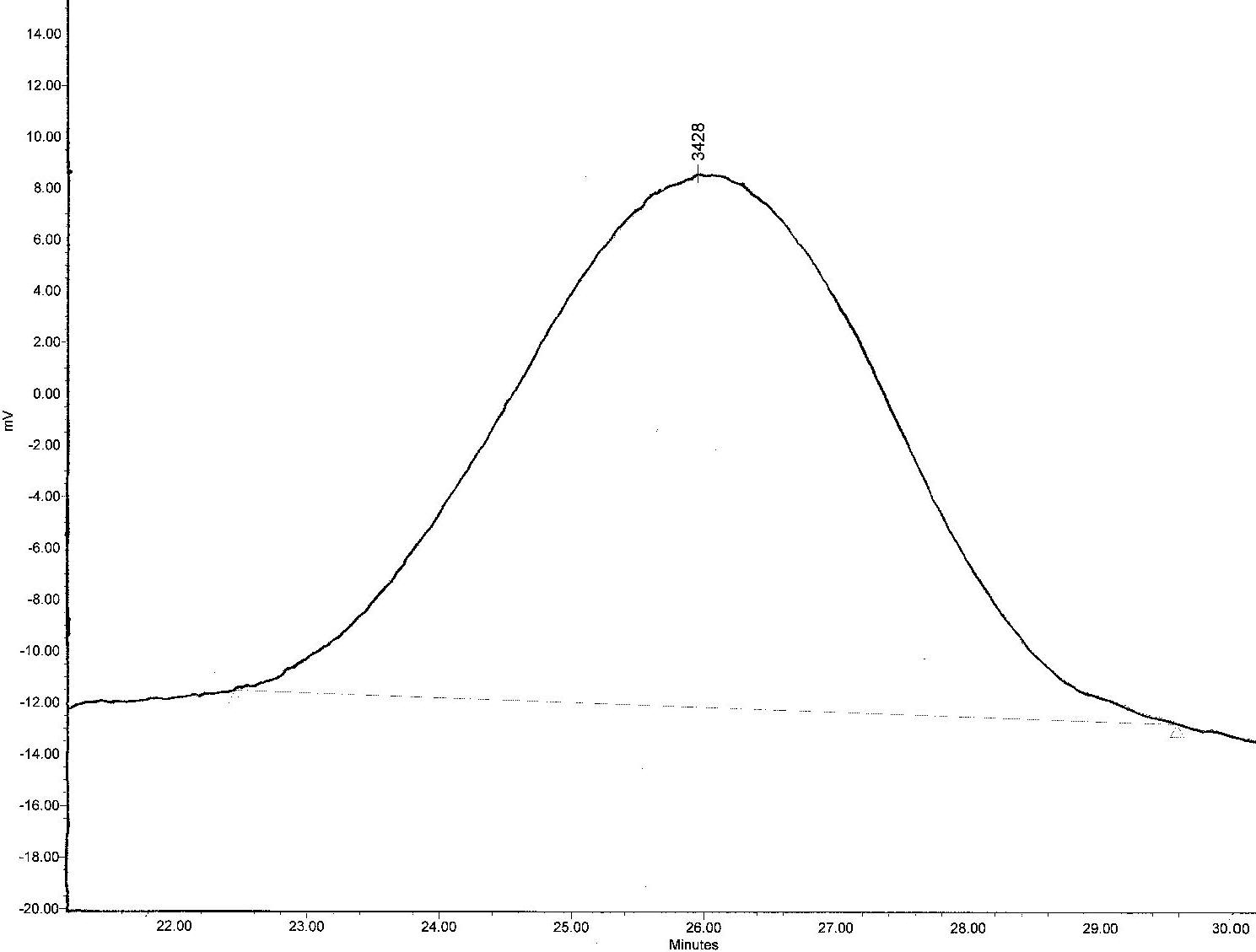
GPC-meetcurve van een polystyreenmonster

Uit de gemeten molecuulmassaverdeling kan men Mn en Mw berekenen. Dat kan door de curve (waarvan de figuur links een voorbeeld is) in een groot aantal tijdsintervallen te verdelen. Men veronderstelt dan dat in elk interval de molecuulmassa's gelijk zijn. Per interval i bepaalt men de molecuulmassa Mi en de oppervlakte Ai onder de curve, die een maat is voor de hoeveelheid polymeermoleculen met die molecuulmassa. Daaruit volgt dan:
{\displaystyle M_{n}={\frac {\sum _{i}A_{i}}{\sum _{i}{\frac {A_{i}}{M_{i}}}}}}
{\displaystyle M_{w}={\frac {\sum _{i}A_{i}M_{i}}{\sum _{i}A_{i}}}}